# 성 비투스 대성당 (리예카)

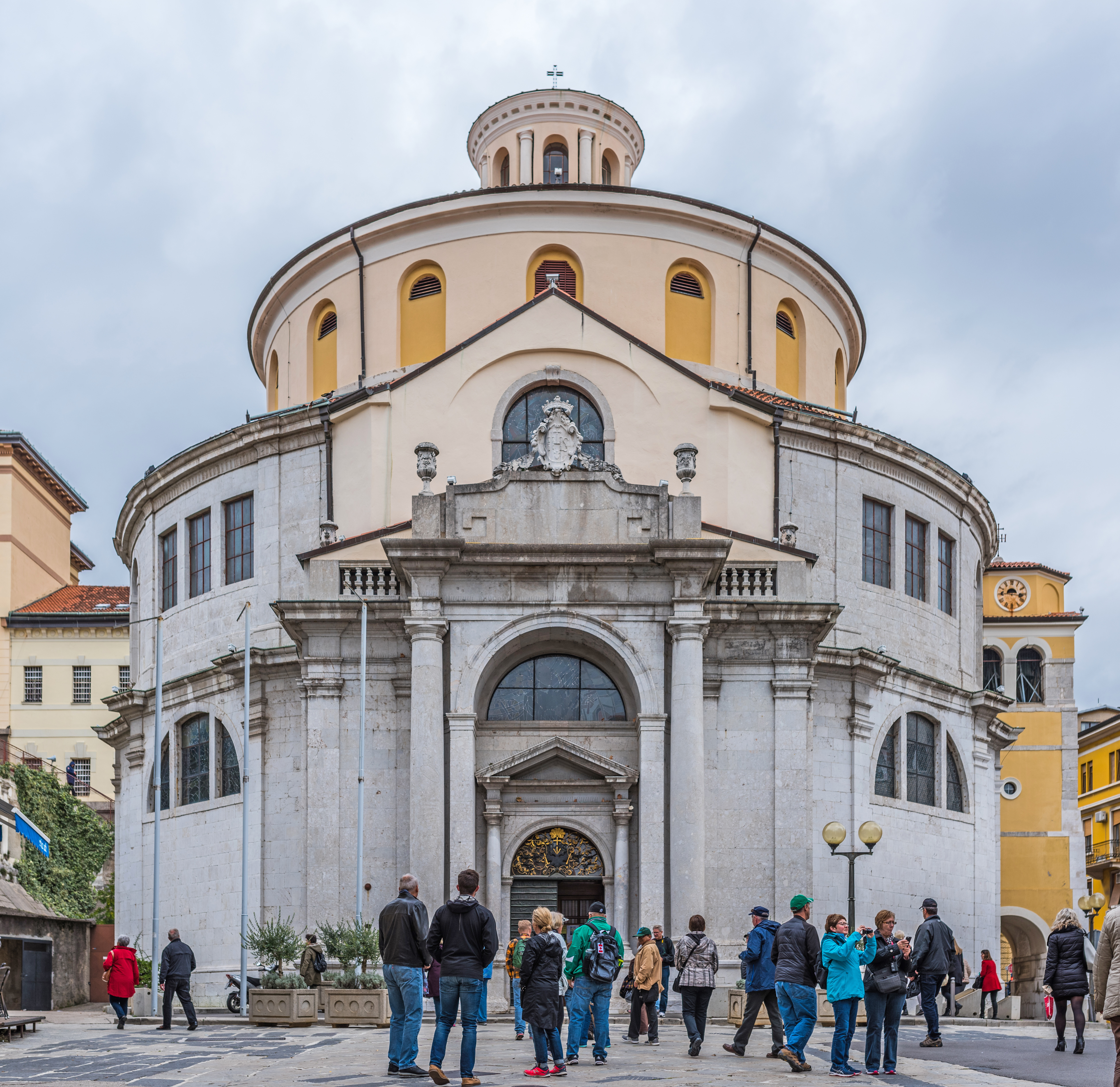
성 비투스 대성당

성 비투스 대성당(크로아티아어: Katedrala Svetog Vida)은 크로아티아 프리모레고르스키코타르주 리예카에 있는 로마 가톨릭 대성당이다.
대성당은 1993년과 2002년에 발행된 크로아티아 100 쿠나 지폐 뒷면에 그려져 있다.